# نايفاشا
نايفاشا هي مدينة، في كينيا، تتبع Nakuru County ‏، بلغ عدد سكانها 14,563 نسمة.

## أعلام
- بويفيس أمباني